# Cioccoshow

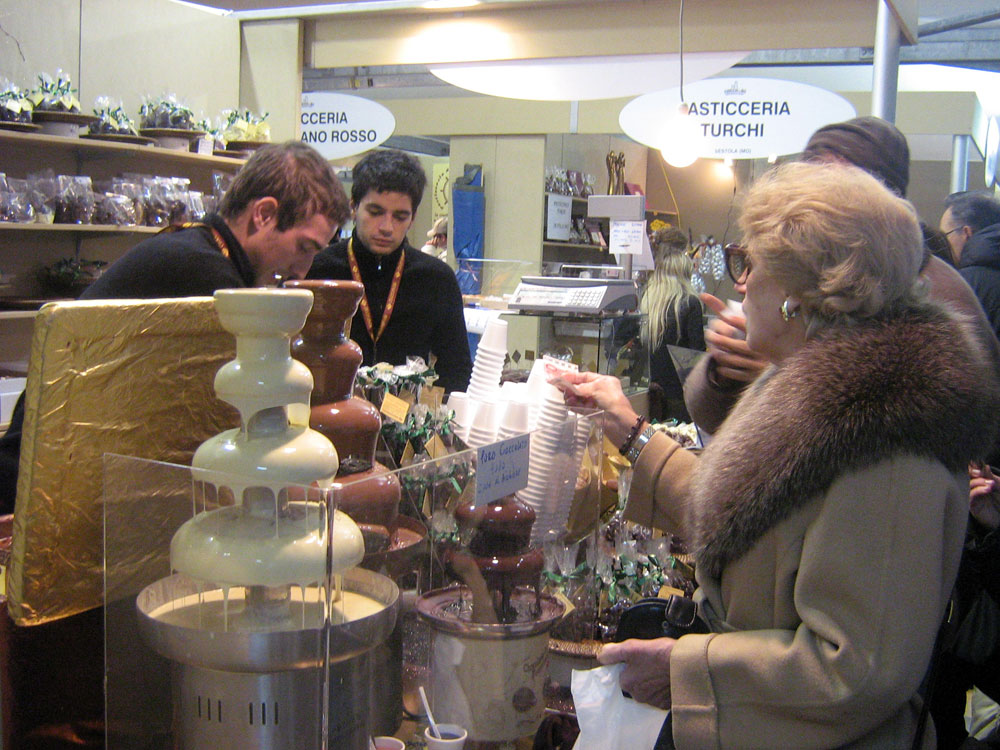
Fonts de xocolata líquida. Cioccoshow 2007.

Cioccoshow és una fira sobre el tema de la xocolata artesanal i d'autor que se celebra cada any a la tardor a Bolonya, Itàlia.
Es va celebrar per primera vegada l'any 2005, i des d'aleshores cada any supera el nombre de visitants de l'anterior, el 2018 ja va tenir uns 330 mil visitants. L'eix central d'aquesta trobada és la Piazza Maggiore de Bolonya, on es col·loquen diverses carpes amb estands d'artesans i botigues de xocolata de tot Itàlia. A més a més, d'altres places de menor entitat també compten amb estands de venda i degustació.
No es tracta d'una trobada únicament per al consumidor, sinó també per als professionals del sector. Així, durant els dies en què es desenvolupa la fira es porten a terme tasts i degustacions de tall artesanal en les quals es mostren les últimes tendències del sector.
L'edició de l'any 2007 va tenir un petit incident polèmic, que va ser recollit pels diaris locals. Alguns estands tenien entre els seus productes diversos objectes de xocolata relacionats amb temes sexuals, com ara fal·lus o kamasutra. Els sectors més conservadors es van mostrar en contra, i tot plegat va repercutir en la premsa.